# Mesomeereffect
Het mesomeereffect is in de scheikunde een begrip dat enkele eigenschappen van substituenten of functionele groepen in hoofdzakelijk organische verbindingen beschrijft. Het effect is voornamelijk een kwalitatieve beschrijving van de elektronenverschuivingen die plaatsvinden als gevolg van de aanwezigheid van bepaalde substituenten of functionele groepen en de daaruit volgende resonantiestructuren. Het effect wordt gesymboliseerd door de letter M. Het mesomeereffect kan zowel positief (+M) of negatief (-M) zijn. Het positieve mesomeereffect treedt op wanneer het substituent of functionele groep een elektronenstuwende groep is, dus als de elektronendichtheid rond de C-atomen stijgt, zoals alcoholen en amines. Onderstaand voorbeeld geeft dit mesomeereffect weer van een methoxygroep in een ether:
Het negatieve mesomeereffect treedt op wanneer het substituent of functionele groep een elektronenzuigende groep is, dus als de elektronendichtheid rond de C-atomen daalt, zoals nitrilen en nitrogroepen. Onderstaand voorbeeld geeft dit mesomeereffect weer van een carbonylgroep in acroleïne:
In tegenstelling tot het inductief effect werkt het mesomeereffect op grote afstanden in een koolstofketen, onder meer door de aanwezigheid van een geconjugeerd systeem. De netto-elektronenstroom van of naar een substituent wordt evenwel ook bepaald door dit inductief effect.
Het concept van mesomeereffect werd in 1938 ingevoerd door de Britse scheikundige Christopher Kelk Ingold, als een alternatief voor het door Pauling ingevoerde concept van resonantie.